# 东山八景及摩崖石刻
东山八景及摩崖石刻，位于中国广东省汕头市潮阳区文光街道平东居委，现为潮阳区文物保护单位，类型为石窟寺及石刻，公布时间为1985年11月22日。
东山八景及摩崖石刻的历史年代为唐—清。